# Shiraz (chanteuse)
 (juin 2024).
La mise en forme du texte ne suit pas les recommandations de Wikipédia : il faut le « wikifier ».
Les points d'amélioration suivants sont les cas les plus fréquents. Le détail des points à revoir est peut-être précisé sur la page de discussion.
- Les titres sont pré-formatés par le logiciel. Ils ne sont ni en capitales, ni en gras.
- Le texte ne doit pas être écrit en capitales (les noms de famille non plus), ni en gras, ni en italique, ni en « petit »…
- Le gras n'est utilisé que pour surligner le titre de l'article dans l'introduction, une seule fois.
- L'italique est rarement utilisé : mots en langue étrangère, titres d'œuvres, noms de bateaux, etc.
- Les citations ne sont pas en italique mais en corps de texte normal. Elles sont entourées par des guillemets français : « et ».
- Les listes à puces sont à éviter, des paragraphes rédigés étant largement préférés. Les tableaux sont à réserver à la présentation de données structurées (résultats, etc.).
- Les appels de note de bas de page (petits chiffres en exposant, introduits par l'outil «  Source ») sont à placer entre la fin de phrase et le point final[comme ça].
- Les liens internes (vers d'autres articles de Wikipédia) sont à choisir avec parcimonie. Créez des liens vers des articles approfondissant le sujet. Les termes génériques sans rapport avec le sujet sont à éviter, ainsi que les répétitions de liens vers un même terme.
- Les liens externes sont à placer uniquement dans une section « Liens externes », à la fin de l'article. Ces liens sont à choisir avec parcimonie suivant les règles définies. Si un lien sert de source à l'article, son insertion dans le texte est à faire par les notes de bas de page.
- La présentation des références doit suivre les conventions bibliographiques. Il est recommandé d'utiliser les modèles {{Ouvrage}}, {{Chapitre}}, {{Article}}, {{Lien web}} et/ou {{Bibliographie}}. Le mode d'édition visuel peut mettre en forme automatiquement les références.
- Insérer une infobox (cadre d'informations à droite) n'est pas obligatoire pour parachever la mise en page.

Pour une aide détaillée, merci de consulter Aide:Wikification.
Si vous pensez que ces points ont été résolus, vous pouvez retirer ce bandeau et améliorer la mise en forme d'un autre article.
 (mai 2024).
Pour les articles homonymes, voir Shiraz.
Pamela Saadé ( arabe : باميلا سعادة  ), mieux connue sous le nom de Shiraz ( arabe : شيراز  ) est une chanteuse et mannequin libanaise. Elle a représenté le Liban au concours "Miss Earth".

## Carrière
En 2011, Shiraz interprète en duo avec le chanteur d’origine italienne Adam Clay « Layalik » et « Sahhart Oyouni » au Casino du Liban à Jounieh.
Pendant deux années consécutives, Shiraz a participé au Marathon international de Beyrouth,,, depuis 2015 et a chanté ses tubes les plus populaires devant une foule dépassant les 100 000 personnes au centre-ville de Beyrouth et à Beirut Water Front ( Bienne ). En 2015, Chiraz a lancé une tournée universitaire qui a couvert de nombreux établissements d'enseignement de premier plan au Liban, tels que l'Université Notre Dame de Louaize et l'Université de Balamand.
En 2016, Shiraz a sorti le titre à succès Kif Badak Aani Tghib, et a poursuivi avec la sortie de Gamara et Ayesh Ma3aya.
En 2019, elle enregistre une interprétation du chant révolutionnaire Italien « Bella Ciao » et un vidéo clip adapté de la série « La Casa De Papel ».

## Prix
Shiraz a remporté le Murex d'Or et a reçu le titre de La Star de la Chanson de la Jeunesse. Shiraz a remporté le trophée d'argent de YouTube pour avoir dépassé les 100 000 abonnés sur YouTube.

## Discographie
- Laïlik
- Chou Ba'amel Bhal Alb
- Sahart Ayouni
- Layalik Remix
- Montant Wansak
- Kif Badak Aani Tghib
- Gamarra
- Ayech Ma3aya
- Sahar Sahar
- Ba'ed Lyawm
- Agmal Wahda
- Bella Ciao Bel Arabi[10]